# Ibériai nyomtávolság

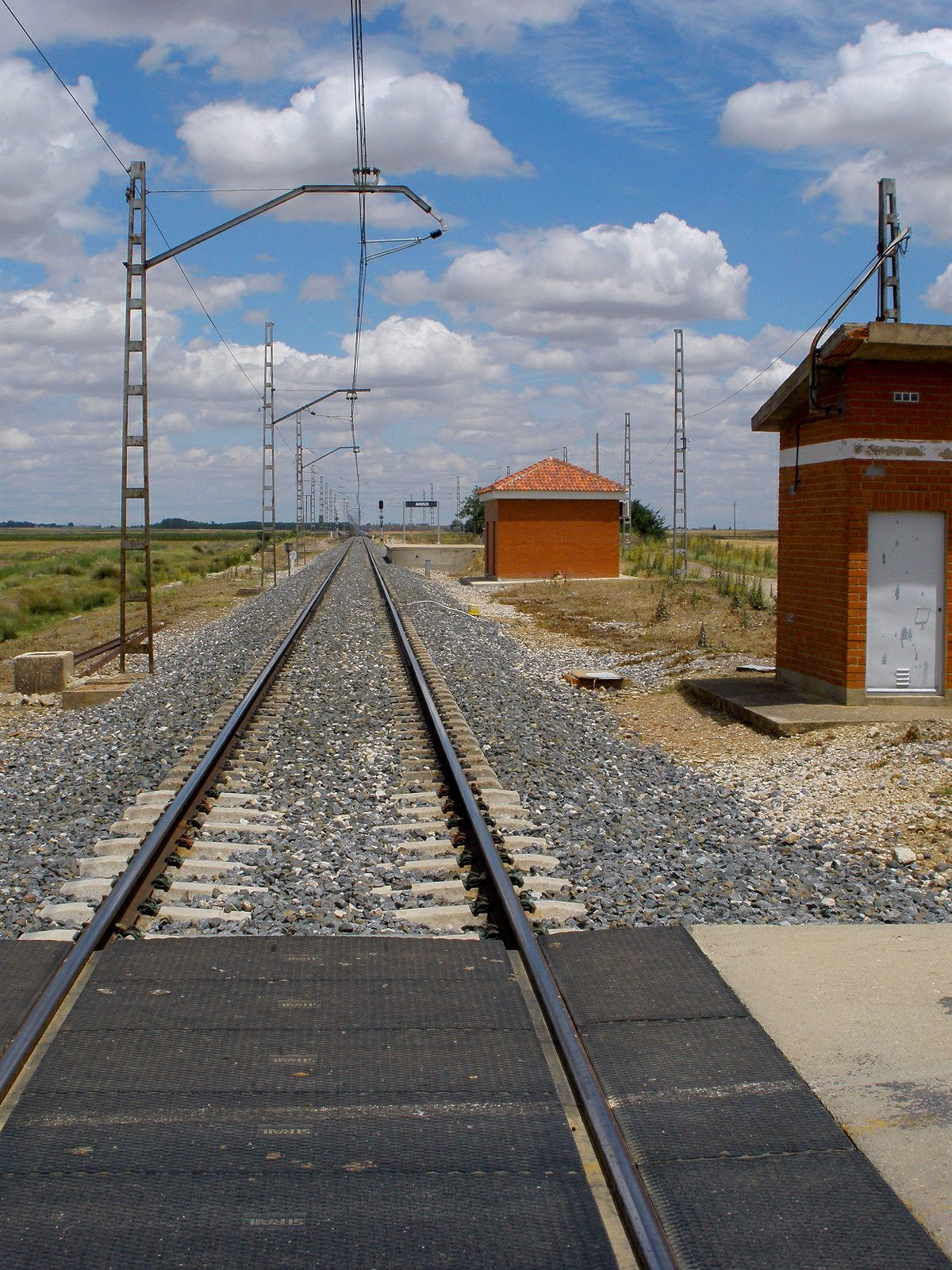
1668 mm-es vasúti pálya Spanyolországban

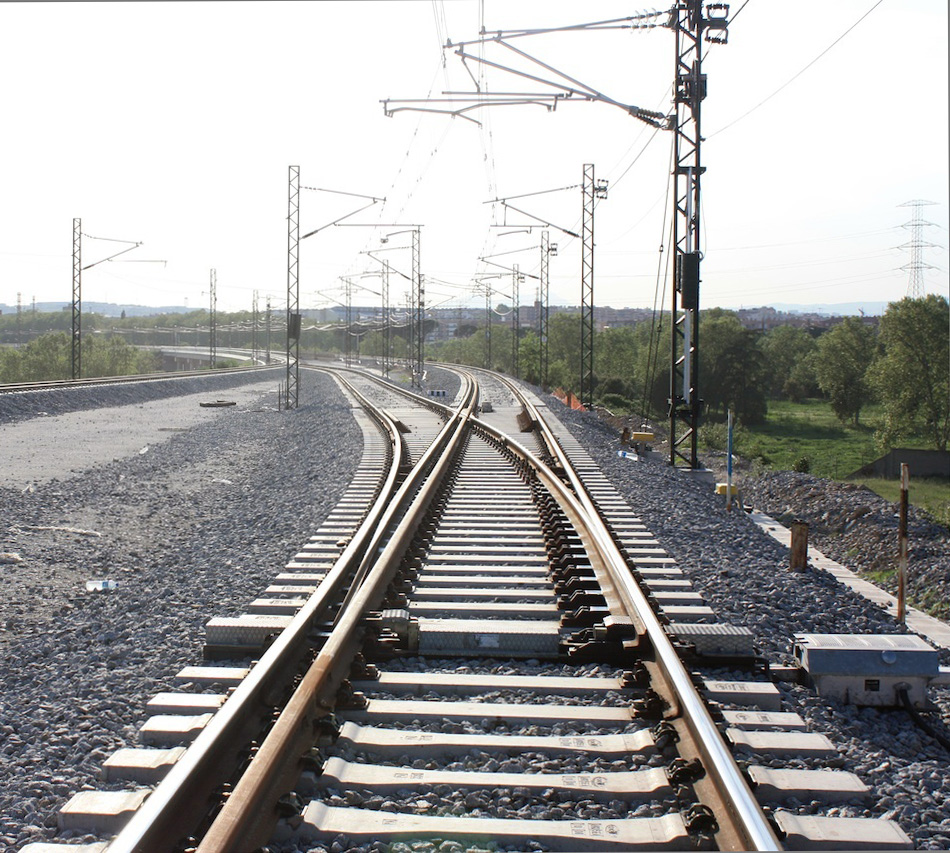
fonódott vágány Barcelona közelében

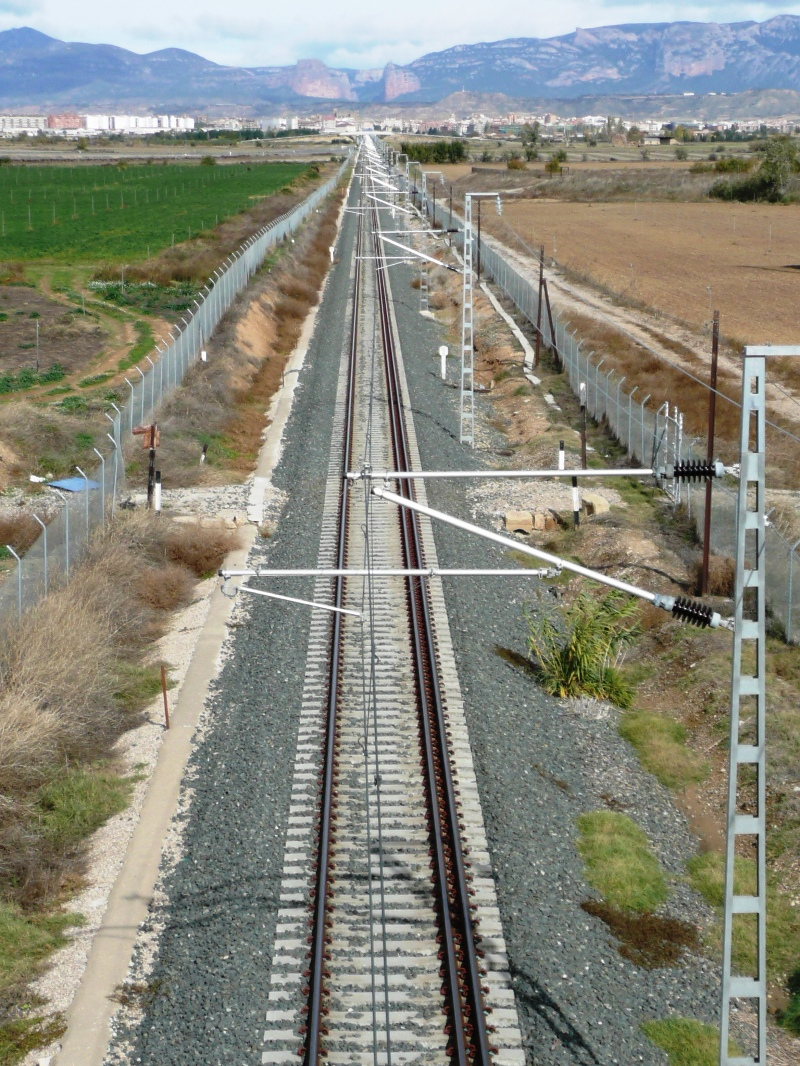
Fonódott nagysebességű vasútvonal a Zaragoza–Huesca nagysebességű vasútvonalon

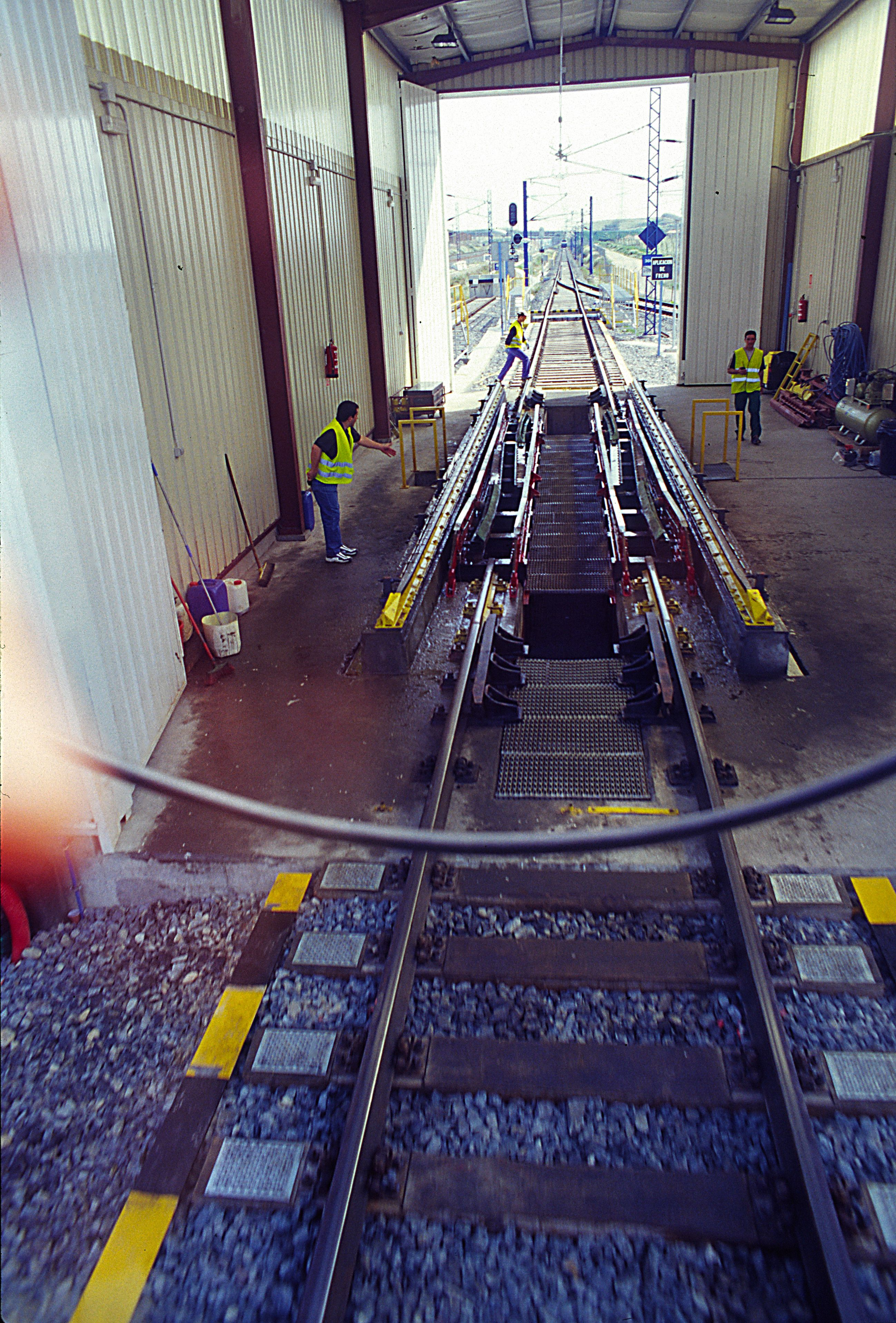
Nyomtávváltó berendezés

Az ibériai nyomtávolság vagy 1668 mm-es nyomtávolság (spanyolul: ancho ibérico vagy trocha ibérica, portugálul: bitola ibérica) egy vasúti nyomtávolság, mely 233 mm-rel szélesebb az 1435 mm-es normál nyomtávolságnál. Spanyolországban és Portugáliában alkalmazzák. Ez a második legszélesebb a széles körben használt nyomtávolságok között.
A nyomtávolság végleges meghatározása 1955-ben történt, amikor Spanyolország és Portugália egységesítette vasúthálózatukat. A korábbi spanyol nyomtávolság 1672 mm (5 láb 5 13⁄16 hüvelyk vagy 6 kasztíliai láb) volt, míg a portugál kezdetben normál 1435 mm (4 láb 8 és fél hüvelyk), majd később 1664 mm (5 láb 5 és fél hüvelyk vagy öt portugál láb) volt. A spanyol 1672 mm és a portugál 1664 mm közötti 8 mm még lehetővé tette a két ország vasúti kocsijainak kölcsönös átjárhatóságát.
A két ország szélesebb nyomtávolsága jelentősen megnehezítette az Európa többi országa felé történő közlekedést. A spanyol–francia határon az árukat át kellett rakodni, később a kocsik tengelyeit átszerelték. A Talgo fejlesztette ki a világon az első, menet közbeni nyomtávváltásra alkalmas vasúti kocsijait is, majd később az ehhez használható vonófejeket („mozdonyokat”) is.
A szélesebb vasút nem csak a nemzetközi forgalmat nehezíti, hanem a járműbeszerzéseket is, ugyanis nem minden gyártó készíti el termékeinek szélesebb nyomtávolságú változatát is. A használt vasúti járművek továbbértékesítése is nehezebb, mivel a világon csak kevés országban van 1668 mm-es vasúthálózat.

## Normál nyomtávolság
Spanyolország első nagysebességű vasútvonala Madrid és Sevilla között már az európai normál nyomtávolsággal épült ki és a későbbi vasútvonalak is ezt a szabványt követték. Ezért több városban is nyomtávváltó-berendezéseket kellett telepíteni, hogy a távolsági vonatok a normál pályával nem elérhető városok felé is tovább tudjanak közlekedni.
A normál nyomtávolsággal kiépülő nagysebességű vasúthálózat miatt a meglévő vasútállomásokat is úgy kellett bővíteni, hogy mind a két fajta nyomtávolságú vonatokat fogadni tudja.
2010-ben készült el a LGV Perpignan–Figueres nagysebességű vonal, ezzel lehetővé vált, hogy a TGV szerelvények Spanyolország területére léphessenek nyomtávváltás nélkül. Ám ez még csak a határ közelében lévő megállót jelentett, a tényleges kapcsolatot a Madrid–Barcelona nagysebességű vasútvonal Figuresig történő továbbépítése hozta létre. 2013 decembere óta így Párizs és Madrid között kiépült a normál nyomtávolságú nemzetközi kapcsolat is.

## Egyéb nyomtávolságok
Az országban több magánvasút is keskenyebb nyomtávolságot épített ki, tovább nehezítve ezzel az egységes vasúti közlekedés kialakulását.